# Heiter bis tödlich: Koslowski & Haferkamp
Heiter bis tödlich: Koslowski & Haferkamp ist eine deutsche Vorabend-Krimiserie aus der Reihe Heiter bis tödlich und spielt in Bochum. Die erste Staffel, die aus 16 Folgen besteht, wurde zwischen dem 20. März und 31. Juli 2014 jeweils donnerstags im Ersten ausgestrahlt.

## Inhalt

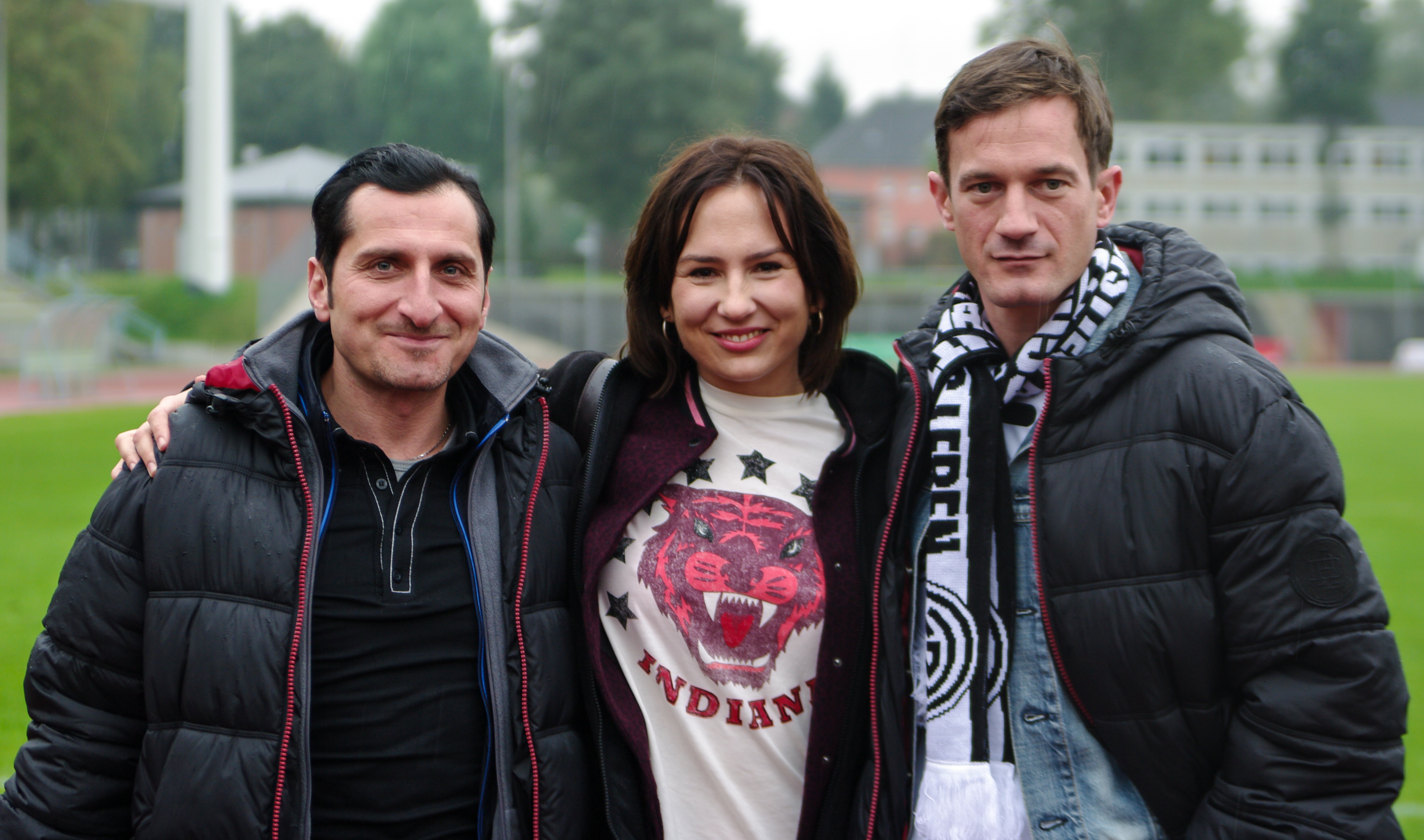
Die drei Hauptdarsteller: Tim Seyfi, Anna Grisebach und Sönke Möhring

Martin Koslowski und Hasan Haferkamp sind beste Kumpel und Kollegen bei einem Sicherheitsunternehmen im Bochumer Stadtteil Hamme. Martin wurde nach sieben Jahren ohne Vorwarnung von seiner Frau Sylvia verlassen, Hasan hat mit dem Trösten noch gar nicht richtig angefangen, da wird den beiden ihr Geldtransporter samt Diamanten geklaut. Dummerweise glaubt Martin und Hasan die Geschichte mit dem Überfall keiner. Schlimmer noch: Sie gelten als die Hauptverdächtigen. Aus der Not heraus beginnen sie, selbst zu ermitteln. Unterstützung erhalten sie dabei von der Politesse Tina Möller, die sich von jeher als Ermittlerin sieht und den Jungs gerne zeigen möchte, wie richtiges Ermitteln läuft.

## Figuren
Martin Koslowski
Martin Koslowski ist eines der drei Mitglieder einer Detektei und ehemaliger Mitarbeiter eines Sicherheitsunternehmens. Eigentlich wäre er ein hervorragender Polizist geworden, aber dafür fehlen ihm die draufgängerischen Fähigkeiten. Stattdessen gründete er mit seinem Freund Hasan die Detektei und übernimmt jeden vorhandenen Fall. Im Privaten hängt er seiner Frau hinterher, die ihn zu Beginn der Serie verlassen hat.
Hasan Haferkamp
Hasan Haferkamp ist Martins bester Freund und sein Kollege in der gemeinsamen Detektei. Der FC-Bayern-Fan mit anatolischen Wurzeln ist auch ehemaliger Sicherheitsmitarbeiter, Frauenheld und Macho.
Tina Möller
Tina Möller ist ehemalige Politesse, fühlte sich aber immer schon als geborene Ermittlerin. Mit der Detektei will sie die Gelegenheit auf jeden Fall nutzen, um sich ihren lang gehegten Traum zu erfüllen. 
Sarah Kaiser
Sarah ist Barfrau der Lieblingskneipe von Hasan und Martin und versorgt diese immer wieder mit wichtigen Informationen. 
Karl-Heinz Möller
Möller ist Tinas Vater und ehemaliger Kommissar. Trotz seines Ruhestandes kann er seine Finger nicht immer aus den Ermittlungen seiner Tochter lassen und unterstützt sie mit alten Kontakten zu seinen ehemaligen Kollegen. 
Sylvia Koslowski
Sylvia Koslowski ist Martins Frau, hat ihn aber zu Beginn der Serie verlassen und lebt nun mit Diego Sanchez zusammen. Sie hat sich immer Kinder gewünscht, doch weil Martin ihren Traum nicht unbedingt teilte, hat sie ihn eines Morgens Hals über Kopf verlassen.
Diego Sanchez
Diego ist der neue Liebhaber von Sylvia Koslowski. Er macht sich mit einem Eiswagen selbstständig und gibt sich gern als verständnisvoller Latin Lover.

## Produktion
Regie führen Michael Bielawa (Folgen 1 und 2), Dirk Regel (Folgen 3, 4, 7, und 8), Edzard Onneken (Folgen 5 und 6) und Thomas Durchschlag (Folgen 9, 10, 11, 12). Die Drehbücher wurden von Hanno Hackfort, Bob Konrad und Richard Kropf verfasst. Bei den ersten acht Folgen, die von Mareile Marx-Scheer geschnitten werden, ist Matthias Papenmeier (Folgen 1 und 2), Peter Zieche (Folgen 3, 4, 7, und 8) und Matthias Neumann (Folgen 5 und 6) Kameramann. Die Verantwortlichen von Senderseite sind als Executive Producer Gebhard Henke (WDR) und Elke Kimmlinger (WDR mediagroup GmbH). Die Redaktion liegt bei Nils Wohlfarth von der WDR mediagroup GmbH.
Die Dreharbeiten für die ersten acht Folgen der ersten Staffel begannen am 18. September 2013 in Bochum und Köln und liefen bis zum 17. Dezember 2013. Die weiteren acht Folgen der ersten Staffel wurden im 1. Quartal 2014 gedreht.

## Episodenliste
| Nr. (ges.) | Nr. (St.) | Originaltitel                       | Erstausstrahlung |
| ---------- | --------- | ----------------------------------- | ---------------- |
| 1          | 1         | Der perfekte Plan                   | 20. März 2014    |
| 2          | 2         | Döner-Connection                    | 27. März 2014    |
| 3          | 3         | Russische Woche                     | 3. Apr. 2014     |
| 4          | 4         | Der Panther von Wattenscheid        | 17. Apr. 2014    |
| 5          | 5         | Der Einprozenter                    | 24. Apr. 2014    |
| 6          | 6         | Kommissar auf Eis                   | 8. Mai 2014      |
| 7          | 7         | Lug und Trug                        | 15. Mai 2014     |
| 8          | 8         | Personenschutz für Fortgeschrittene | 22. Mai 2014     |
| 9          | 9         | Kleingartenidylle                   | 5. Juni 2014     |
| 10         | 10        | Feuchter Tod                        | 12. Juni 2014    |
| 11         | 11        | Der Transporter                     | 19. Juni 2014    |
| 12         | 12        | Fliegende Fäuste                    | 3. Juli 2014     |
| 13         | 13        | Geisterjäger                        | 10. Juli 2014    |
| 14         | 14        | Unschuldig                          | 17. Juli 2014    |
| 15         | 15        | Kingpin                             | 24. Juli 2014    |
| 16         | 16        | This is not a Love Song             | 31. Juli 2014    |